# Moments (酒井法子のアルバム)
『moments』（モーメンツ）は、酒井法子のカバー・アルバム。2003年9月6日発売。

## 解説
初めてのカバー・アルバム。

## 収録曲
1. 碧いうさぎ
  - 27thシングルのセルフカバー。
2. Morning Glory
  - オリジナル:山下達郎（1980年）
3. BEACH'S WIDOW
  - オリジナル:角松敏生（1983年）
4. カナリア諸島にて
  - オリジナル:大瀧詠一（1981年）
5. September
  - オリジナル:竹内まりや（1979年）
6. Naturally
  - オリジナル:カラパナ（1975年）
7. Hawaiian Wedding Song
  - オリジナル:ヘレン・ビーマー（1926年）
8. NO END SUMMER
  - オリジナル:角松敏生（1985年）
9. Hawaiian Wedding Song（別バージョン）